# 62-й стрелковый полк
62-й стрелковый полк  — воинская часть СССР в Великой Отечественной войне, входил в состав 10-й стрелковой дивизии.

## Формирование
Полк был сформирован 20 июня 1922 года в составе 10-й стрелковой дивизии на базе 29-й стрелковой бригады.
С февраля 1923 по 1937 годы находился на территориальном положении.
Принимал участие в 1939 году в Польском походе, в июне 1940 года участвовал в присоединении Литвы к СССР.
В действующей армии в период Великой Отечественной войны с 22 июня 1941 года по 9 мая 1945 года.

### 1941
Приграничные сражения (1941)
На 22 июня 1941 года 62-й стрелковый полк в составе дивизии дислоцировался в Куляй. По приказу штаба округа от 18 июня 1941 года дивизия заняла оборону на границе с Германией от Балтийского моря (мыс Паланга) до Швекшны, протяжённостью 80 километров, которая примыкала к Балтийскому морю.
Ввиду протяженного участка обороны границы, 10-я стрелковая дивизия была разбросана на большом пространстве буквально поротно.
С севера на юг полосы обороны 62-го стрелкового полка противостоял 291 пехотной дивизии.
В полосе наступления 291-й пехотной дивизии вермахта Красная Армия смогла противопоставить силам вторжения пять-шесть рот из состава 62-го полка 10-й сд, усиленных артиллерией.
291-я пехотная дивизия наносила удар на Палангу и Кретингу вдоль побережья Балтийского моря.
В 5.17 утра 22 июня 1941 года в журнале боевых действий 291-й пехотной дивизии отмечается «Огонь вражеской артиллерии с дальней дистанции».

## Люди связанные с полком
- Потехин, Яков Филиппович  (1908—19??) — советский военачальник, полковник. С апреля 1942 года  заместитель командира 98-го стрелкового полка, с июля по октябрь 1942 года командир 62-го стрелкового полка.